# 도키와촌 (후쿠이현)
도키와촌(常磐村)은 후쿠이현 뉴군에 있던 촌이다. 현재의 에치젠정의 중부에 해당한다.

## 역사
- 1889년 4월 1일 - 정촌제 시행에 의해 뉴군 도키와촌이 성립하였다.
- 1951년 4월 1일 - 도키와촌이 분립해,일부 구역과 합병해 새로운 오타촌이 성립하였고, 5개 오아자는 아사히정에 편입되었다.

## 참고문헌
- 가도카와 일본 지명 대사전 18 福井県